# Paul Tischbein
Paul Ludwig Philipp Wilhelm Tischbein (* 12. Juli 1820 in Rostock; † 17. Mai 1874 ebenda) war ein deutscher Maler.

## Leben

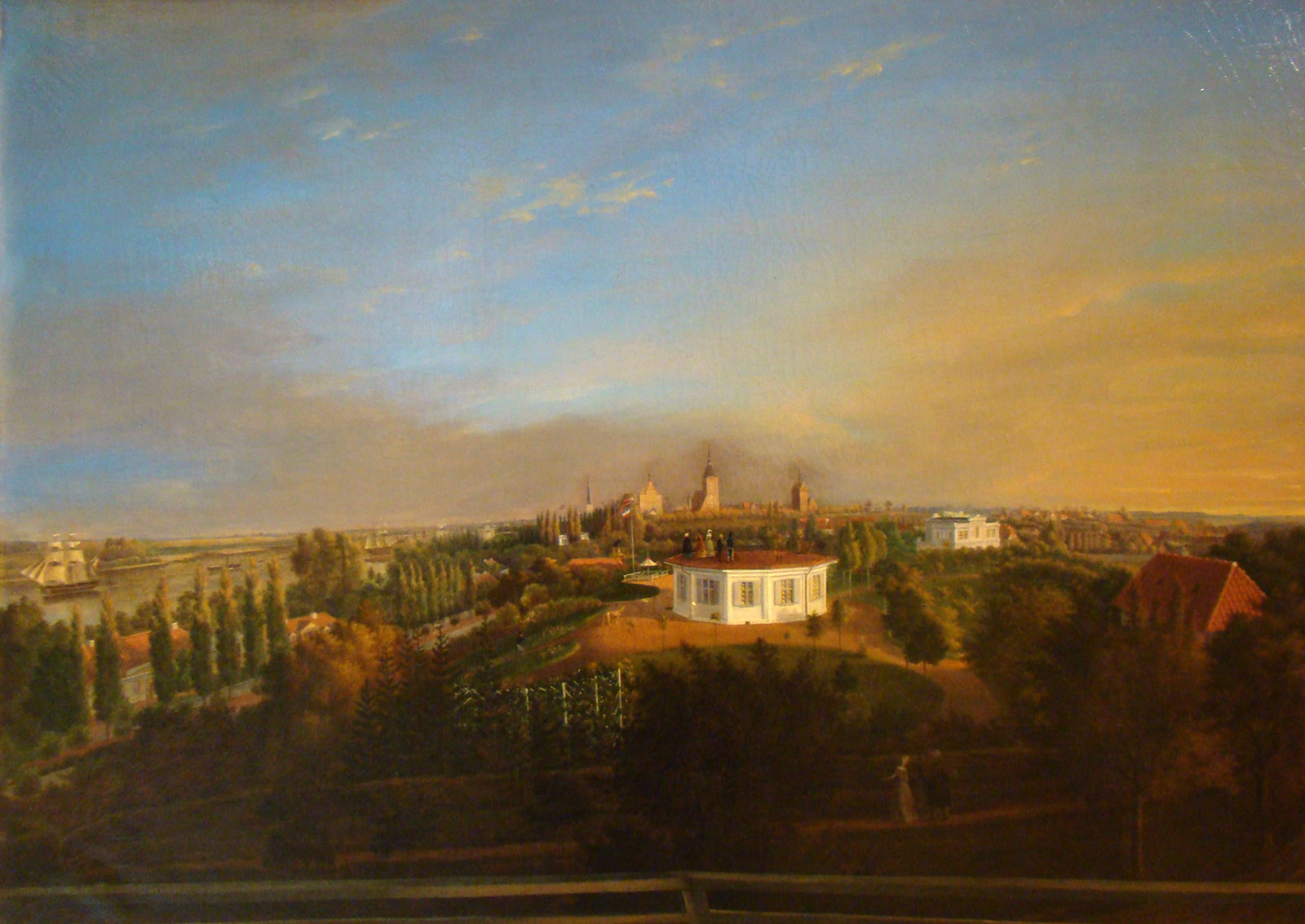
Paul Tischbein: Rostock (1843)

Paul Tischbein war der Sohn des Rostocker Malers August Tischbein aus der Künstlerfamilie Tischbein. Sein Bruder Albrecht Tischbein war ein Ingenieur und Gründer der Neptunwerft in Rostock. 1848 studierte Paul Tischbein an den Kunstakademien in Berlin und der Kunstakademie Dresden, danach war er als Zeichenlehrer tätig. Von 1861 bis 1869 war er Zeichenlehrer an der Großen Stadtschule Rostock. Zu seinen Sujets gehörten Landschaften, Bildnisse, Genrebilder und lithographische Soldaten- und Trachtenbilder. Drei seiner Bilder befinden sich im Kulturhistorischen Museum in Rostock.

## Werke
- Rostocker Marktszene (1841)

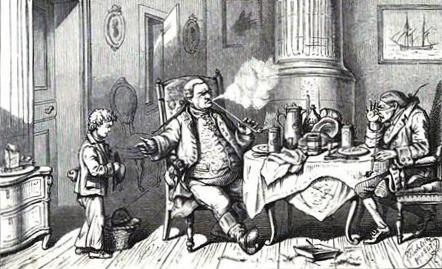
Paul Tischbein: Illustration zu John Brinckmans Kasper Ohm un ick

- Illustrationen zu John Brinckmans Voß un Swinegel odder Dat Brüden geit üm (1877)